# Cinéma portugais
Le cinéma portugais fait référence au système de production, de distribution et de diffusion des films au Portugal.

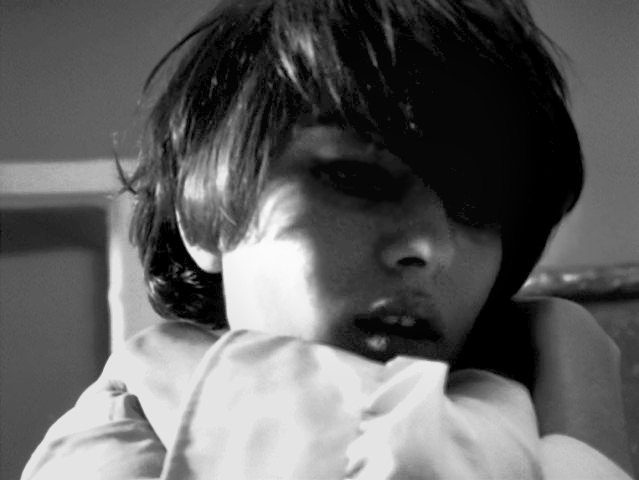
Maria Cabral dans O Cerco (1970)

## Histoire

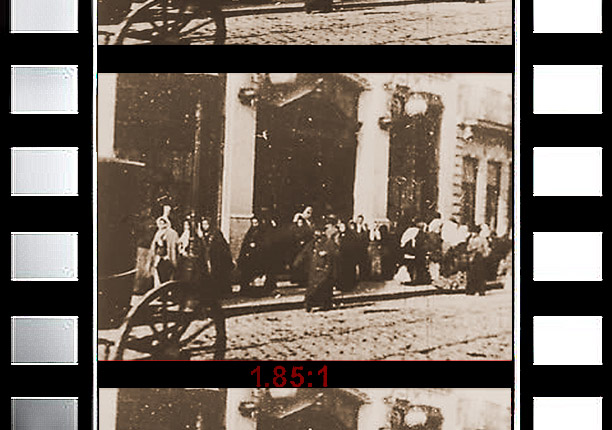
Scène de Saída do Pessoal Operário da Fábrica Confiança (1896, Aurélio Paz dos Reis)

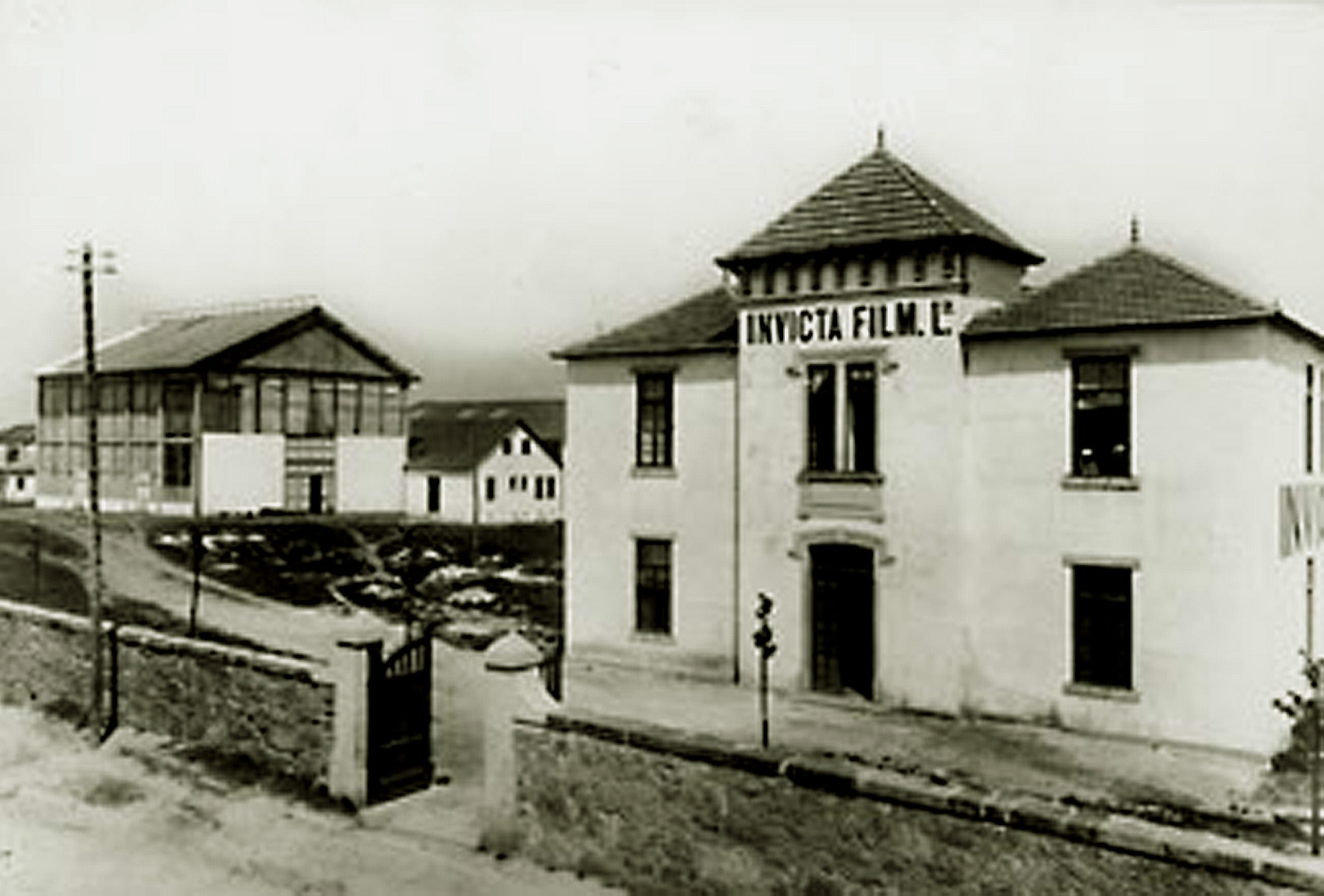
Studios de lInvicta

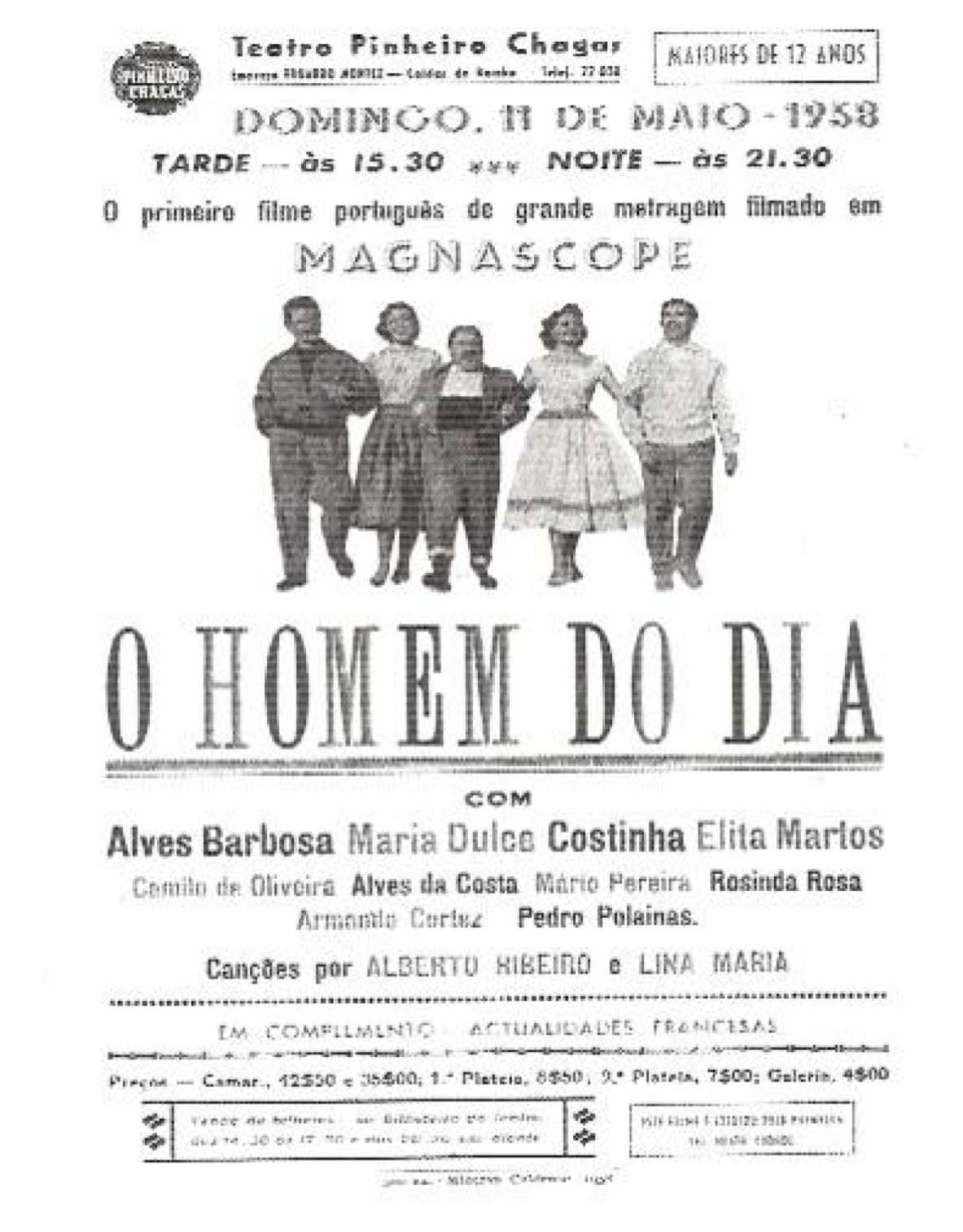
O Homem do Dia (1958, Henrique Campos)

« Le Portugal est le pays ayant le plus de cinéastes intéressants au mètre carré. »

— Serge Daney

### 1896-1914
Le début du cinéma portugais est associé à la production de courts-métrages amateur par l’industriel  de la ville de Porto Aurélio Paz dos Reis (pt), en 1896.
Le premier film de fiction portugais, réalisé en 1907, est le court métrage d’un photographe de Lisbonne, João Freire Correia (pt).

### 1918-1945
L’industrie du cinéma au Portugal débute en 1918, avec la restructuration de la maison Invicta Film, à Porto. À cette époque, on adaptait des auteurs classiques portugais, employant des réalisateurs étrangers. Entre les années 1930 et 1940, des films ont été faits par certains auteurs d’avant-garde d’inspiration moderniste, qui hésitaient entre la comédie et le drame historique. Dans les années 1920, on a vu apparaitre certains films musicaux. Le premier film parlant portugais est A Severa de José Leitão de Barros, mais il a été réalisé à Paris. Le premier entièrement réalisé et produit au Portugal est A Canção de Lisboa en 1933. Manoel de Oliveira réalise Douro, faina fluvial en 1931 et Aniki Bóbó en 1942.

### 1945-1960
Ce n’est qu’après le début des années 1950 que la production de films au Portugal démarre, pour le grand public et sous les auspices de l’« Estado Novo », le régime fasciste d’Oliveira Salazar : des comédies en rose pour la petite et moyenne bourgeoisie, avec des acteurs connus venus du théâtre. Ces films vont ressurgir, sur les téléviseurs de la RTP, la chaîne publique de télévision, une bonne cinquantaine d’années plus tard. Édités en DVD, ils sont toujours vus par un nombre considérable de fans. 

### 1962-1974: Novo Cinema
Entre-temps, des jeunes rebelles, venus des milieux ciné clubiste et universitaire, réussissent à contourner les obstacles et, séduits par la Nouvelle Vague française, avec l’aide financière de l’institution culturelle Fondation Calouste-Gulbenkian, lancent le mouvement qu’on appelle le Novo Cinema. Le cinéma portugais commence alors à être vu en dehors du pays. En même temps que la fiction, le film documentaire prendra un nouveau souffle.
On est convenu que les premiers films du nouveau cinéma seraient Dom Roberto (1962) de José Ernesto de Sousa (mention spéciale du jury à Cannes en 1963) et Les Vertes années (1963) de Paulo Rocha. On peut aussi considérer comme représentatifs  de ce mouvement Fernando Lopes (Belarmino, Uma Abelha na Chuva), António de Macedo, Alberto Seixas Santos, José Fonseca e Costa, António-Pedro Vasconcelos.
En même temps que la nouvelle fiction faisait ses premiers pas, le film documentaire, sous l’inspiration de Robert Flaherty et de Jean Rouch, reprenait son chemin, discrètement, sur un terrain plus ferme.
Sous le charme d’un  film de Leitão de Barros (Nazaré, Praia de Pescadores -1929) et de celui de Manoel de Oliveira (Douro, Faina Fluvial – 1931, d’autres, avec lui, (Acto da Primavera - 1963), se laissent envahir  par l’idée séduisante de l’anthropologie visuelle  et créent des œuvres touchantes et originales : António Campos et António Reis (Jaime, Trás-os-Montes). Au tournant de la décennie, sorti d’une révolution inattendue, Ricardo Costa les suit, pressé.
La révolution des Œillets serait un tournant important du cinéma portugais, soit par les possibilités que les nouvelles libertés offraient aux nouveaux cinéastes, soit parce que, démocratiquement, la RTP, la chaîne publique de télévision, ouvrait ses portes à ces indépendants assoiffés. À côté du film anthropologique, au sens profond, surgit, au sens radical, le film politique.
Pour lutter on crée des associations coopératives : la  Cinequipe, la Cine quanon, le Grupo Zero. Certains cinéastes indépendants s’organisent, soutenus par des fonds publics ou produisant pour la télévision. Sont représentatifs du film politique : Alberto Seixas Santos (Grupo Zero), Fernando Matos Silva (Cinequipe), Luís Galvão Teles (Cinequanon), Rui Simões, l’un des indépendants. En groupe ou isolés, ces cinéastes et producteurs joueront non seulement un rôle important dans le renouvellement formel du cinéma, mais formeraient aussi toute une génération de techniciens qui, avec compétence, iraient, un peu plus tard, servir d’autres patrons. 

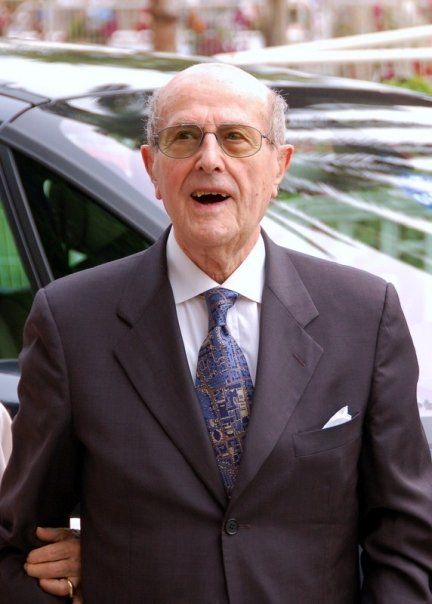
Le réalisateur Manoel de Oliveira au festival de Cannes 2001.

### 1980-: nouveau souffle
Le vétéran Manoel de Oliveira continue de tourner jusqu'à sa mort : Val Abraham, Je rentre à la maison, Singularités d'une jeune fille blonde, L'Étrange Affaire Angélica...
Dans les années 1980, sur les traces de João Botelho, surgit une nouvelle génération de cinéastes, issus pour la plupart de l’École supérieure de théâtre et cinéma de Lisbonne. Favorisé par les soutiens publics aux premiers films, le cinéma portugais connait alors un nouveau souffle : João César Monteiro (Souvenirs de la maison jaune, La Comédie de Dieu), Pedro Costa (Le Sang, Dans la chambre de Vanda, En avant, jeunesse !), Teresa Villaverde. Pedro Costa, plus cru en anthropologie et dans un registre plus urbain, se servant d'une petite caméra numérique, suit tranquillement la tradition qui va de António Campos jusqu’à Ricardo Costa. Dans son style personnel, où l’œil critique et l’œil humain s’ajustent, Sérgio Trefaut poursuit le même chemin.
Dans la fiction, certains des parvenus, tels que João Pedro Rodrigues, cinéaste radical (O Fantasma, L'Ornithologue), ou Marco Martins, cinéaste graphique (Alice, Saint Georges), se font remarquer avec des films novateurs dans des festivals importants.
Venu aussi de l’école de cinéma de Lisbonne, Edgar Pêra, vidéo-cinéaste avant-gardiste, manipulant l’image par ordinateur, est l’un des plus originaux de cette génération et dans son genre. Le cinéma d'animation apporterait aussi des contributions importantes pour le déjà riche patrimoine du cinéma.
Tout un ensemble de jeunes, de sensibilités différentes, poursuit entre-temps sur le chemin du documentaire :  Pedro Seda Nunes, Sílvia Firmino, Daniel Blaufuks, Miguel Gonçalves Mendes, Luísa Homem, Catarina Mourão, Susana de Sousa Dias, Cristina Ferreira Gomes, Sílvia Firmino et d’autres. L’arbre donnerait ses fruits.
Récemment, Mystères de Lisbonne de Raoul Ruiz et Tabou de Miguel Gomes ont connu un succès critique considérable.

## Grands noms
- Leitão de Barros
- João Botelho
- Pedro Costa
- Ricardo Costa
- José Fonseca e Costa
- Miguel Gomes
- Joaquim Leitão
- Fernando Lopes
- António de Macedo
- Fernando Matos Silva
- João César Monteiro
- Manoel de Oliveira
- Edgar Pêra
- Joaquim Pinto
- António Reis
- Paulo Rocha
- João Pedro Rodrigues
- Alberto Seixas Santos
- Rui Simões
- Luís Galvão Teles
- António da Cunha Telles
- Sérgio Tréfaut
- António-Pedro Vasconcelos (1939-)
- Teresa Villaverde

## Cinéastes nés après 1960
- Fernando Vendrell (1962-)
- Jorge Cramez (1963-)
- Joaquim Sapinho (1964-)
- Carlos Coelho da Silva (1964-)
- Bruno de Almeida (1965-)
- Maria de Medeiros (1965-)
- Joao Costa Menezes (1965?)
- Sérgio Tréfaut (1965-)
- João Pedro Rodrigues (1966-)
- Antonio Borges Correia (1966-)
- João Viana (1966-)
- Teresa Villaverde (1966-)
- Miguel Alexandre (1968-)
- Nuno Leonel (1969-)
- João Nuno Pinto (1969-)
- Leonel Vieira (1969-)
- Antonio Ferreira -1970-)
- Catarina Mourão (1970-)
- Tiago Guedes (1971-)
- Miguel Clara Vasconcelos (1971-)
- Luis Ismael (1971 ?-)
- Catarina Ruivo (1971-)
- Miguel Gomes (1972-)
- Marco Martins (1972-)
- Vicente Alves do Ó (1972-)
- Sandro Aguilar (1973-)
- Gonçalo Galvão Teles (1973-)
- Susana Nobre (1974-)
- Vasco Nunes (1974-)
- Miguel Ribeiro (1974-)
- Daniel Sousa (1974-)
- João Nicolau (1975-)
- Rodrigo Areias  (1976-)
- Jorge Pelicano (1977-)
- Pedro Pinho (1977-)
- David Bonneville (1978-)
- Miguel Gonçalves Mendes (1978-)
- Carlos Conceição (1979-)
- Carlos Domingomes (1980-)
- João Vladimiro (1981-)
- André Marques (1984-)
- João Salaviza (1984-)
- Gabriel Abrantes (1984-)
- Cláudio Sá (1990-)

## Films
- Films portugais
- Liste de films portugais, Films en portugais
- Liste de films portugais présentés pour l'Oscar du meilleur film étranger (pt), Liste des films portugais primés par un Oscar (pt)
- Films documentaires portugais

## Institutions
- Centre Portugais du Cinéma (pt)
- Académie Portugaise des Arts et Sciences Cinématographiques (pt)
- Cinémathèque portugaise
- Institut portugais du Cinéma et de l'Audiovisuel (pt)

### Festivals de cinéma au Portugal
- Black & White Festival, Caminhos do Cinema Português, Curtas Vila do Conde, Douro Film Harvest
- Fantasporto, FEST New Directors New Films Festival, Festroia International Film Festival, IndieLisboa
- Lisbon & Estoril Film Festival, Lisbon Gay & Lesbian Film Festival, Olhares do Mediterrâneo - Cinema no Feminino

### Formation
- École supérieure de théâtre et de cinéma (Lisbonne)